# حوزه انتخابیه شانزدهم پنسیلوانیا
حوزه انتخابیه شانزدهم پنسیلوانیا یک حوزه انتخابیه مجلس نمایندگان آمریکا است که در ایالت پنسیلوانیا قرار دارد.